# Десети конгрес на БКП
Десетият конгрес на Българската комунистическа партия (БКП) се провежда в София между 20 и 25 април 1971 г.
Конгресът е планиран като тържествено и продължително мероприятие, отбелязващо 80-годишнината от основаването на Българската социалдемократическа партия, смятана за предшественик на БКП, и 60-годишния юбилей на Тодор Живков. С голяма помпозност е обявена новата партийна програма за създаване на „развито социалистическо общество“.
На конгреса се прави анализ на международното положение и развитието на страна след деветия конгрес (1966). Утвърдени са и директивите за развитието на стопанството през Шестата петилетка (1971 – 1975), обсъждат се основните принципи на новата конституция и се приемат изменения в Устава на БКП. На конгреса за първи секретар на ЦК на БКП е преизбран Тодор Живков.
Присъстват 1558 делегати и делегации на комунистически, работнически и леви социалистически партии и движения от 92 страни.